# 奥野食品
奥野食品株式会社（おくのしょくひん）は、三重県松阪市に本社を構える納豆メーカーで東京納豆、三重の地納豆をブランドにしている。
全生産商品国産大豆100%使用を掲げ、安心・安全を庶民的な価格の商品で実現させている。
変わった納豆の開発や、納豆手作り教室の考案・開催、まだ会社案内のみの企業サイトが多かったネット黎明期に通販システムを確立した商用ホームページを納豆業界で最初に立ち上げるなど斬新な経営方針で知られている。直売所たぬみせが工場敷地内に併設されている。現在「まちの駅たぬみせ納豆工房」としてレストランと工場見学コースが公開されている。

## 主な商品
- 東京納豆ロングセラー4号
- 東京納豆サンパック
- 東京納豆ひきわり
- 自然水納豆 森の番人
- 伊勢ひじき納豆
- 松阪モロヘイヤ納豆
- 宮川村きゃらぶき納豆
- 嬉野天然梅干し納豆
- 大台茶ほし納豆
- ブラック伯爵家
- 神秘納豆クレオパトラの幸せ
- 納豆ルネッサンスfrom松阪
- 伊勢納豆 石笛（いわぶえ）
- たぬぷ～のひきわり

## 沿革
- 1950年（昭和25年） - 奥野食品が創業される。
- 1974年（昭和49年） - 奥野食品株式会社が設立される。
- 2004年（平成16年） - 直売所たぬみせを開設。
- 2007年（平成19年）4月4日 - 工場が火災で全焼し、休業。
- 2008年（平成20年）1月1日 - 工場を再建し、営業再開。

現在「まちの駅たぬみせ納豆工房」としてレストランと工場見学コースが公開されている。

## 本社
- 三重県松阪市大黒田町698-3

## たぬみせ
たぬみせは奥野食品の工場直売所である。外見はユニークな2階のみのツリーハウスで車から人目を惹いている。
コンセプトは納豆の工場直売、地産地消とぬいぐるみのお店である。日常の納豆を買うために毎日訪れる人からお土産をさがす観光客まで多様な人々が訪れる。全国的にも珍しい納豆はかり売りはマスコミに登場することもある。地産地消のコンセプトは地元特産品のみでなく、地元情報やイベント開催も含んでいる。ぬいぐるみはオリジナルで、公式キャラクターたぬぷ～店長をはじめ奥野食品若おかみのデザインである。

### 納豆直売
- 納豆はかり売り
- 東京納豆シリーズ
- 三重の地納豆シリーズ
- 納豆パン
- 納豆あめ
- 神秘納豆クレオパトラの幸せ

### 地産地消
- 宮川村特産品
- 飯高町特産品
- 嬉野町特産品
- 二見町特産品
- 多気町特産品

### ぬいぐるみ
- たぬぷ～店長
- イセエビ店長
- けろけろ店長
- うさぴょん店長

### レストラン
工場レストラン健食たぬみせ
- 朝食堂の部 8:00～11:00
- ランチバイキングの部 11:00～14:00
- おやつカフェの部 14:00～17:00
- ディナーバイキングの部　17：00～20：00

### 工場見学
納豆手作り教室が開催されている。

### イベント
- たぬきまつり（5月）
- 納豆まつり（7月）
- 納豆ばあちゃんまつり（9月）